# 索雄
索雄，河南灵宝人，是一名明朝政治人物。
索雄曾于1484年接替刘翔任嘉定县知县一职，1488年由陈遵毅接任。